# Năsturelu
Năsturelu è un comune della Romania di 2 785 abitanti, ubicato nel distretto di Teleorman, nella regione storica della Muntenia. 
Il comune è formato dall'unione di due villaggi: Năsturelu e Zimnicele.